# Neritoidea
Super-famille
Synonymes
- Neritacea[1]

Neritoidea est une super-famille de mollusques gastéropodes de l'ordre des Archaeogastropoda.

## Liste des familles
Selon World Register of Marine Species (10 décembre 2018) :
- famille Cortinellidae Bandel, 2000 †
- famille Neridomidae Bandel, 2008 †
- famille Neritariidae Wenz, 1938 †
- famille Neritidae Rafinesque, 1815
- famille Otostomidae Bandel, 2008 †
- famille Parvulatopsidae Gründel, Keupp & Lang, 2015 †
- famille Phenacolepadidae Pilsbry, 1895
- famille Pileolidae Bandel, Gründel & Maxwell, 2000 †

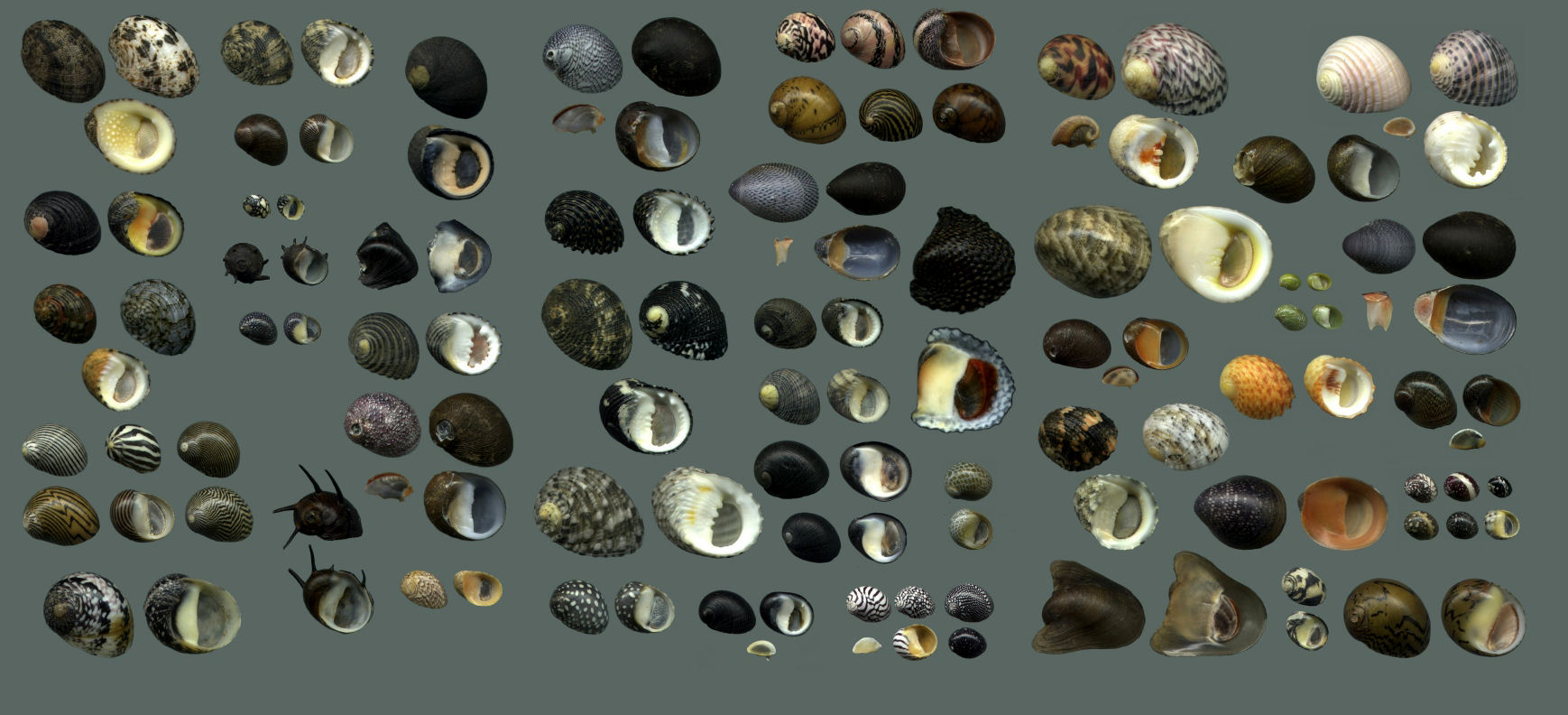
Différentes coquilles de Neritidae